# Tour du Moulin Neuf
La tour du Moulin Neuf est un édifice situé à Châtel-de-Neuvre, en France.

## Localisation
La tour du Moulin Neuf est située sur le territoire de la commune de Châtel-de-Neuvre, dans le département de l'Allier en région Auvergne-Rhône-Alpes.

## Description
La tour du Moulin Neuf se dresse au milieu d'un étang qui l’entoure encore presque entièrement.
Haute de presque 25 m (36 m avec sa toiture), elle a une architecture typique d'un donjon de plaine du Moyen Âge. La tour est de plan carré de 10 m de côté et divisé primitivement en quatre niveaux. Une tour quadrangulaire contenant un escalier en vis éclairé par de petites fenêtres rectangulaires, est accolée à la façade ouest. Des ouvertures furent percées au rez-de-chaussée de la façade, le côté sud a conservé en état les meurtrières qui l’éclairaient. Le sommet des murs est couronné de hourds que recouvre la toiture,,. 

## Historique
La construction de la tour date de 1301, au début du XIVe siècle ; le grand donjon sera édifié dans la seconde moitié de ce siècle, après qu’une première construction eut été occupée par les Anglais vers 1365. Sous l'impulsion du duc Louis II de Bourbon, l'ancienne tour a été transformée en un monumental donjon vers 1370, pour défendre les routes de la région et réguler le franchissement de l'Allier.